# Ophichthus asakusae
Ophichthus asakusae är en fiskart som beskrevs av Jordan och Snyder, 1901. Ophichthus asakusae ingår i släktet Ophichthus och familjen Ophichthidae. Inga underarter finns listade i Catalogue of Life.